# Ясеницький-Корнич Володимир
Володимир Ясеницький-Корнич (18 липня 1844, с. Нанчівка Велика, нині c. Великосілля Львівської області — 1934) — український діяч на Буковині.

## Життєпис
Народився в родині шляхтича, церковного пароха. 1860 року закінчив Самбірську гімназію.
Був правником (суддею). Член Загальної Української Ради з 5 травня 1915 року.
Співучасник українського національного відродження на Буковині. Засновник багатьох українських товариств («Руська Бесіда», «Союз»). Довголітній голова товариства «Народний дім» у Чернівцях (Український Народний Дім у Чернівцях).
Автор статей у галицькій і буковинській пресі.
Батько Романа Ясеницького.

## Увічнення пам'яті

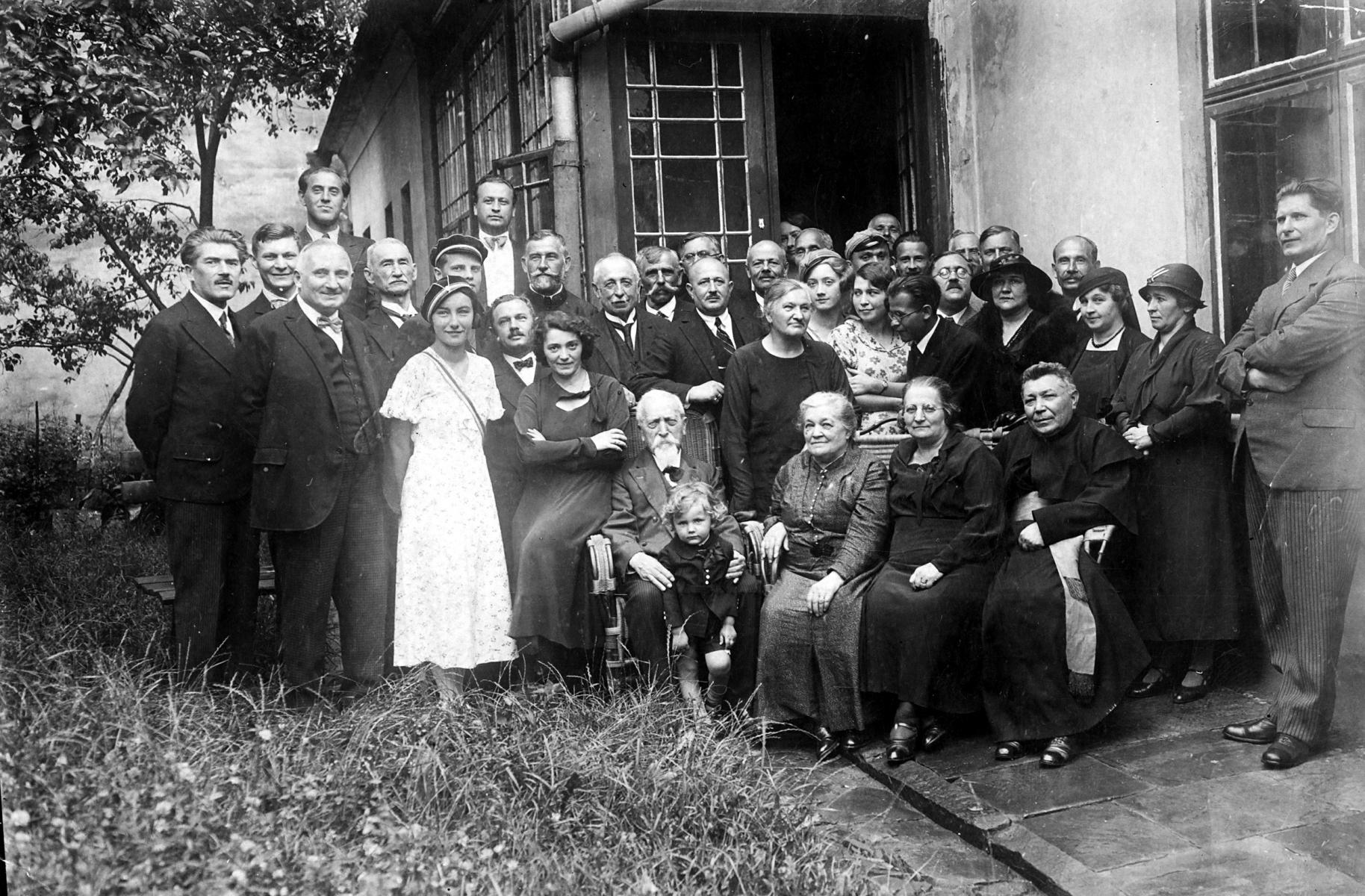
Гості на ювілеї Володимира Корнич-Ясеницького біля його будинку 18 липня 1934 р.

22 червня 2004 року Чернівецький міськвиконком дозволив міській громадській організації «Український Народний Дім в Чернівцях» виготовити та встановити за власний рахунок на будинку № 9 на вулиці Горького меморіальну таблицю з таким написом:
| «У цьому будинку в 1873–1934 рр. мешкав визначний діяч українського національного відродження на Буковині, перший голова Українського Народного Дому Володимир де Корнич-Ясеницький (1844—1934)». |